# Elektrofischerei

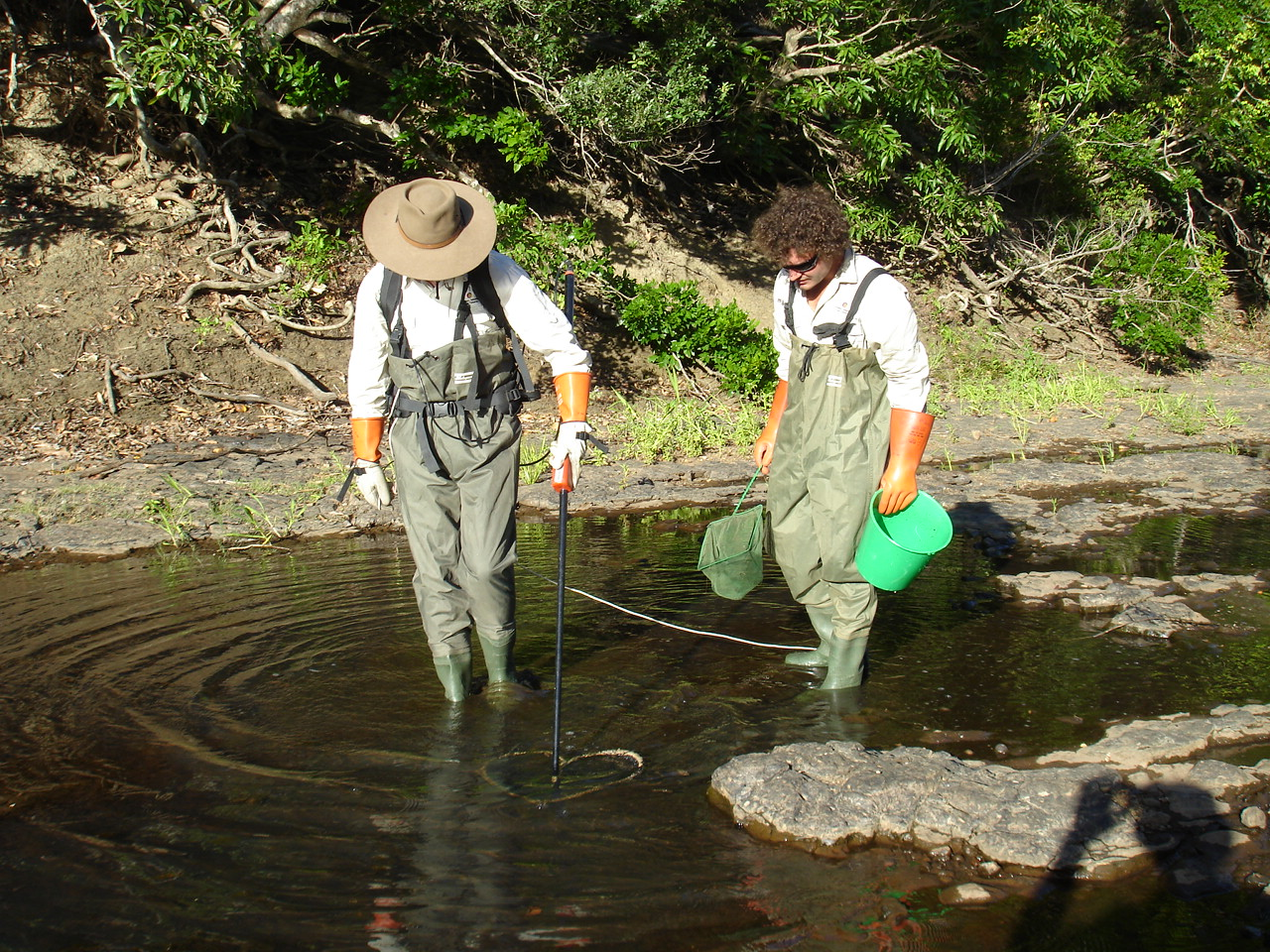
Wissenschaftler führen eine Kartierung mittels Elektrofischerei durch.

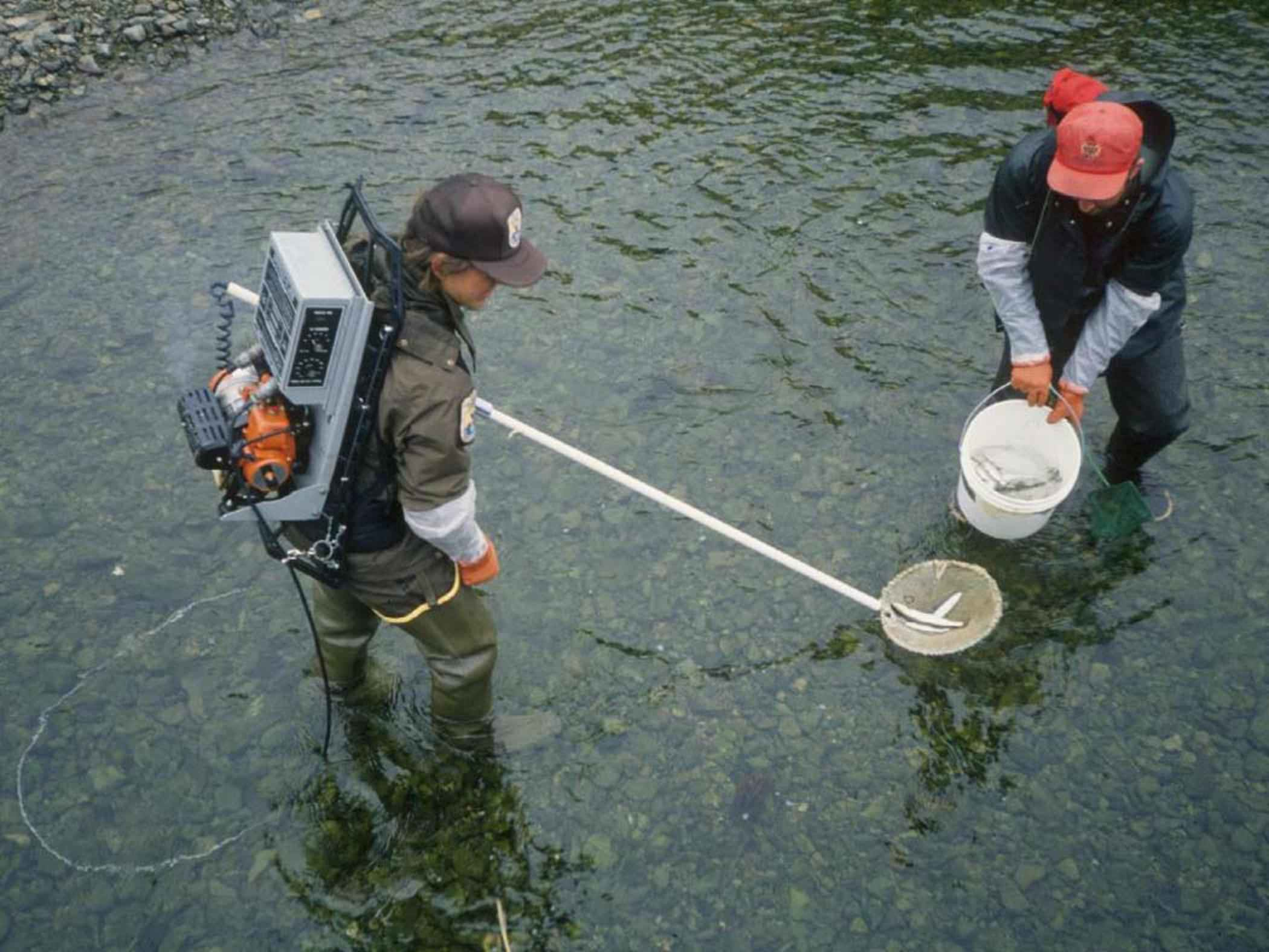
Fischer mit Schutzausrüstung und Rückentrag-Elektrofanggerät. Die Kathode hängt vom Generator als schwarzes Kabel ins Wasser. Die Anode ist der weiße Stab mit Kescher.

Elektrofischen (auch Pulsfischerei) ist eine Fischfang-Methode, bei der elektrischer Strom zum Fang der Fische eingesetzt wird. Dabei wird mit Hilfe eines Elektrofanggerätes ein Gleichstrom oder Impulsstrom durch das Wasser geleitet, und bei sachgemäßer Anwendung schwimmen die im Stromkreis befindlichen Fische zur Anode, wo sie eingesammelt werden können.
Da mit dieser Fang-Methode die Tiere unter bestimmten Voraussetzungen relativ leicht zu fangen sind und bei nicht fachgerechter Anwendung ein Gefahrenpotential sowohl für die Fische als auch für den Anwender gegeben ist, unterliegt die Elektrofischerei strengen Regelungen.

## Geschichte
Dass man elektrischen Strom zum Fischfang nutzen kann, wurde 1910 in Deutschland durch Zufall entdeckt, als eine 110-Volt-Stromleitung brach. Die Entwicklung brauchbarer Gleich- und Impulselektrofischgeräte begann erst nach dem Jahre 1948 und setzt sich bis heute fort. Mit dem Einsatz neuerer Elektronik wurde der Bau von kleinen und leichten Elektrofischfanggeräten möglich, was dazu führte, dass die Anwendung des Elektrofischens in der Binnenfischerei in vielen Ländern zu einem festen Bestandteil der Fangtechnik geworden ist.

## Deutschland
In Deutschland ist das Elektrofischen nur unter besonderen Voraussetzungen möglich. Dazu zählen die  Prüfung als Elektrofischer, eine Genehmigung der Fischereibehörden und die Beachtung der VDE-Vorschriften. Daneben sind einige physikalische und physiologische Grundkenntnisse Voraussetzung, um die Elektrofischerei erfolgreich und sachgerecht ausüben zu können.

## Elektrofischen unter Naturschutzaspekten
Das Elektrofischen wird zum wissenschaftlichen Fischfang  aber auch in der Berufsfischerei eingesetzt, da die Fische bei sachgemäßer Anwendung nicht getötet werden. Elektrofischen ermöglicht es, Fischbestände schnell und schonend zu erfassen und zu untersuchen. Sie eignet sich besonders für Gewässer, die mit anderen Fangmethoden nicht zufriedenstellend befischt werden können.
Für folgende Zwecke wird Elektrofischen am häufigsten verwendet:
1. Bestandserfassung für wissenschaftliche Zwecke
2. Befischung von Gewässern zur Bestandskontrolle
3. Fang von Laichfischen, zum Beispiel von Äschen, Meerforellen oder Lachsen zum Abstreifen
4. Ermittlung von Ausmaß und Ursachen von Fischsterben
5. Abfischen aus vom Austrocknen bedrohten Gewässern
6. Entfernung von Fischen aus Teichen, die stark bedrohten Amphibienarten als Laichgewässer dienen
7. Rettung des Fischbestandes aus Gewässern, die vorübergehend oder dauerhaft trockengelegt werden sollen/müssen (z. B. für Bau- oder Sanierungsmaßnahmen, zur Reinigung von Werkskanälen usw.)